# Акроліт

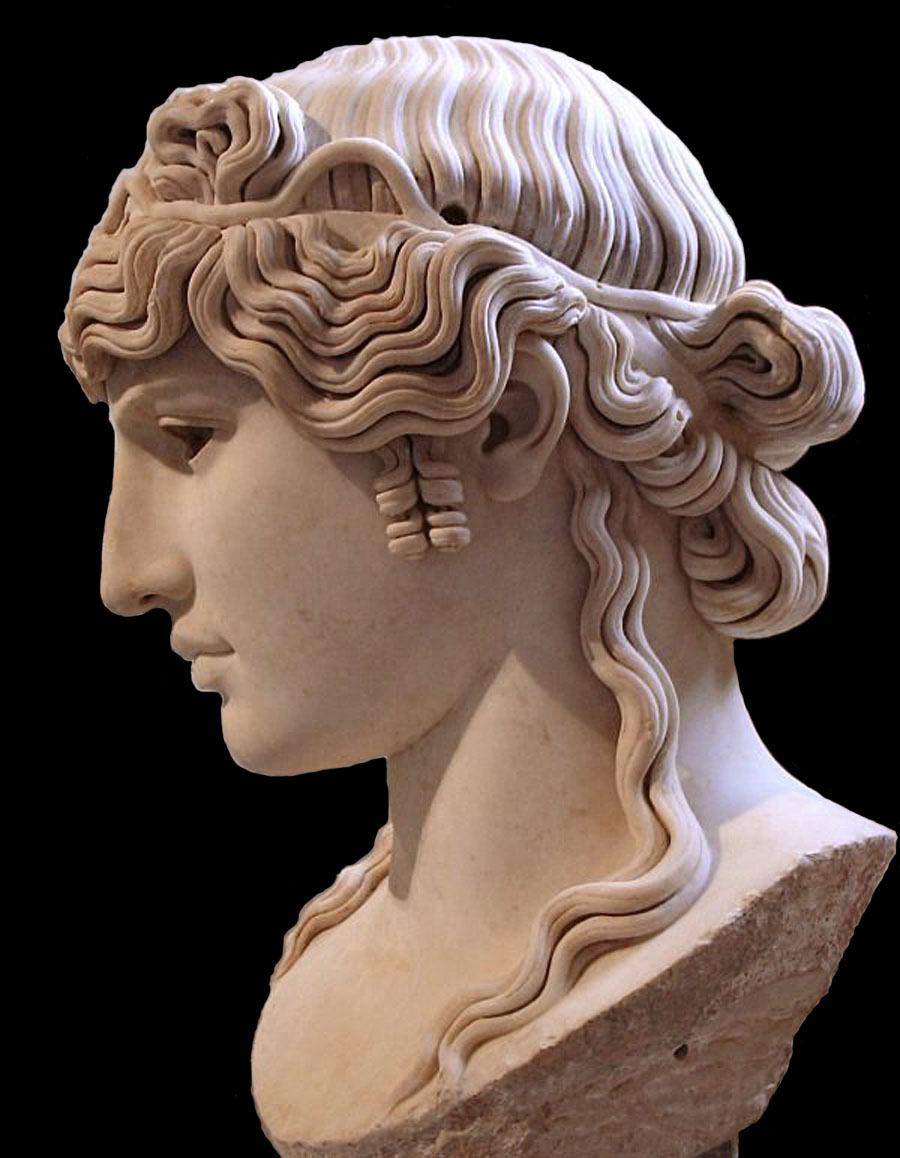
Антиной Мондрагон, голова з акролітичного культового зображення обожненого Антіноя

Акроліт — композитна скульптура, виготовлена з каменю в поєднанні з іншими матеріалами, такими як дерево або камінь нижчої якості, наприклад вапняк, як у випадку фігури, чиї частини одягу виготовлені з дерева, тоді як відкриті частини тіла, такі як голова, руки й ноги зроблені з мармуру. Дерево покривали або драпіруванням, або позолотою. Цей тип скульптур був доволі поширений в античності.
Грецька етимологія терміна: acros і lithos, переклад українською: «кінцівка» і «камінь».
Подібним чином у хрисоелефантинній скульптурі замість мармуру використовувалася слонова кістка, а часто золото на частинах тіла та прикрасах. Акроліти часто згадуються Павсанієм (II століття нашої ери), найвідомішим прикладом є Афіна Арея («Войовнича Афіна») з Платей.
У давнину було поширеною практикою драпірувати статуї одягом. «Якщо такі статуї були задрапіровані, лише видимі ділянки тіла, голови, ніг і рук мали бути оброблені привабливим матеріалом, а саме каменем. Якщо статуя не була одягнена, дерев'яну частину тіла позолочували».
«Цей тип статуй створювався там, де важливими були вартість та доступність матеріалів. У районах, де не було місцевих покладів, мармур був дорогим, оскільки його доводилося імпортувати, і тому він використовувався тільки для основних або видимих частин фігури, які представляли тіло».

## Приклади акролітичних скульптур
- Афіна Арея з Платей
- Колос Костянтина
- Антиной Мондрагон
- Гера Фарнезе
- Август, Рома, Тіберій, Лівія з античного міста Лептіс Магна в Лівії